# مد الله العليان
مد الله العليان (25 أغسطس 1994-)، هو لاعب كرة قدم سعودي ولد في الربيعيه في السعودية. يلعب كظهير أيمن لنادي الاتحاد. لعب سابقًا في نادي التعاون و انتقل إلى نادي الهلال مطلع عام 2020 ثم إلى نادي الاتحاد مطلع عام 2022.
ومنها بدأ مسيرته الكروية مع نادي التعاون عام 2012، ولعب معهم 8 مواسم، حقق خلالها لقب كأس خادم الحرمين الشريفين عام 2019.

## روابط خارجية
• مدالله العليان على موقع نبراس nibrseilm نسخة محفوظة 17 مارس 2024 على موقع واي باك مشين. (العربية)
- مد الله العليان على موقع إي إس بي إن إف سي (الإنجليزية)
- مد الله العليان على موقع قاعدة بيانات كرة القدم.إي يو (الإنجليزية)
- مد الله العليان على موقع ناشيونال فوتبول تيمز (الإنجليزية)
- مد الله العليان على موقع Soccerbase.com (لاعب) (الإنجليزية)
- مد الله العليان على موقع Soccerway.com (الإنجليزية)
- مد الله العليان على موقع عالم كرة القدم.نت (الإنجليزية)